# Сібіл Бауер
Сібіл Бауер (англ. Sybil Bauer, 18 вересня 1903 — 31 січня 1927) — американська плавчиня.
Олімпійська чемпіонка 1924 року.